# شينهو
شينهو (2 سبتمبر 1982 بلواندا في أنغولا - ) هو لاعب كرة قدم أنغولي في مركز الوسط. شارك مع منتخب أنغولا لكرة القدم. أما مع النوادي، فقد لعب مع نادي ريكرياتيفو ديسبورتيفو دو ليبولو.

## روابط خارجية
- شينهو على موقع قاعدة بيانات كرة القدم.إي يو (الإنجليزية)
- شينهو على موقع ناشيونال فوتبول تيمز (الإنجليزية)